# Hechtia jaliscana
Espèce
Classification phylogénétique
Hechtia jaliscana est une espèce de plantes de la famille des Bromeliaceae, endémique du Mexique.